# 大原梓
大原 梓（おおはら あずさ、2000年（平成12年）1月31日 - ）は、日本の女優、グラビアモデル。福岡県糸島市出身。MR8所属。

## 来歴
2019年1月、福岡市博多区内でスカウトされ、同年4月にわずか3か月という異例の速さで週刊ヤングジャンプ（集英社）でグラビアデビューを飾る。同年8月16日、FBS50周年記念スペシャルドラマ『博多弁の女の子はかわいいと思いませんか?』でテレビドラマ初出演し、女優デビュー。同年10月、舞台『朗読劇「Dream Lesson in 2019 autumn』で舞台初出演。同年11月15日公開の『いのちスケッチ』で映画初出演を果たす。
2023年3月1日、所属していたコンテンツ3を2月末で契約満了につき退所したことを発表。
2024年1月期東海テレビ・フジテレビ系土ドラ『おっさんのパンツがなんだっていいじゃないか!』で連続ドラマに初めてメインキャストとて出演。同年7月期フジテレビ系金曜9時のドラマ『ビリオン×スクール』でゴールデンプライムタイムの連続ドラマに初めてレギュラー出演予定。

## 人物
特技はCARPE DIEMでのブラジリアン柔術。趣味は動画編集。
目標にしている女優は樹木希林で、「令和に名を残すような女優になりたい」と述べている。
身長は162cm、サイズはB80cm・W59cm・H89cm・S24cm。

## 出演

### CM
- 第一三共「トラフルダイレクト　焼肉デート篇」 (2019年10月 - )
- 近畿大学工学部「MAGROBO-マグロボ-」(2019年7月12日 - )
- 九州朝日放送「A.I.少女 AZUSA」（2020年7月31日 - ）[7]
- C4Connect『放置少女〜百花繚乱の萌姫たち〜』（2022年9月2日 - ）[8]

### テレビドラマ
- 博多弁の女の子はかわいいと思いませんか?（2019年7月19日、FBS） - 那珂川優 役
- セミオトコ 第4話（2019年8月16日、テレビ朝日）
- チート〜詐欺師の皆さん、ご注意ください〜 第4話（2019年10月24日、日本テレビ） - 真鍋絵里 役
- となりのマサラ（2020年2月28日、NHK福岡） - 篠崎由依 役
- そして、ユリコは一人になった（2020年3月6日 - 4月24日、関西テレビ） - 西島揺子 役[9]
- ガールガンレディ（2021年4月7日（6日深夜） - 6月9日（8日深夜）、MBS） - 生島一華 役[10]
- 声春っ!（2021年4月29日 - 7月1日、テレビ東京） - レギュラー同級生 役
- 大豆田とわ子と三人の元夫 第4話（2021年5月4日、関西テレビ・フジテレビ） - 喫茶店の店員 役
- ドラゴン桜 第2シリーズ 第9話（2021年6月20日、TBS） - 受験生 役
- ひとりで飲めるもん! 第7話（2021年7月16日、WOWOWプライム） - マッキーナ 役
- 彼女はキレイだった 第1話（2021年7月6日、関西テレビ・フジテレビ） - 就活生 役
- ゴシップ#彼女が知りたい本当の○○ 第2話（2022年1月13日、フジテレビ）- 宮島鈴音 役
- 悪女（わる）〜働くのがカッコ悪いなんて誰が言った?〜（2022年4月13日 - 6月15日、日本テレビ） - 宮西加奈 役
- ショジョ恋。（2023年4月13日 - 6月1日、フジテレビ） - 福原えみ 役
- 18歳、新妻、不倫します。第2話 - 第5話・第9話（2023年10月22日 - 11月12日・12月11日、朝日放送テレビ） - 社員 役
- おっさんのパンツがなんだっていいじゃないか!（2024年1月6日 - 3月16日、東海テレビ・フジテレビ） - 沖田萌 役[3]
  - おっさんのパンツがなんだっていいじゃないか!SP（2025年6月28日、東海テレビ・フジテレビ）[11][12]
- ビリオン×スクール（2024年7月5日 - 9月13日、フジテレビ） - 東堂雪美 役[4]
- まぐだら屋のマリア（2025年3月29日、NHK BSプレミアム4K） -  早乙女晴香 役[13]
- 世界で一番早い春（2025年6月20日 - 、MBS） - 雪嶋紗香 役[14]

### 映画
- いのちスケッチ（2019年11月15日公開） - 西野朝美 役
- 映画 おっさんのパンツがなんだっていいじゃないか!（2025年7月4日公開） - 沖田萌 役[15]

### 舞台
- 朗読劇「Dream Lesson in 2019 autumn」（2019年10月）
- 朗読劇「夢と希望のプロジェクト」（2020年11月10日・12日・13日、上野ストアハウス） - ツッキー 役[16]
- 波のまにまに（2022年7月7日 - 11日、Air studio）
- 佐藤家のぬかどこ〜不揃いのたこ焼き〜（2022年9月23日 - 10月3日、Air studio）
- ポップスガールズ（2023年10月11日 - 15日、新宿シアターブラッツ）

### テレビ番組
- バラエティのB（2021年3月31日 - 、KBC九州朝日放送）[17] - レギュラー

### WEB
- 私の卒業 #2「叫び」（2020年2月14日・15日配信、YouTube） - 若菜 役[18][19][20]
- 僕等の物語（YouTube）
  - 「恋禁ハウスルール」（2020年7月18日 - 26日） - ミズホ 役
  - 「サイレントベル」第2話 - 最終話（2020年10月2日・3日）日下部智子 役[21]
- ホットママ 第10話 -（2021年4月9日、Amazonプライムビデオ） - 田口沙良 役
- 早期がん検診啓発プロジェクト「これからも、君が好きでした。」（2023年2月27日配信開始、YouTube）[22]
- 晒し愛、こんな夜は誰のせい? 第3話（2023年3月15日、YouTube） - 中山ゆい 役
- 『ビリオン×スクール』FODオリジナルストーリー（2024年9月13日、FOD） - 東堂雪美 役[23]

### WEB番組
- B.L.T.web「朝恋3days-きっとカワイイ！FRESH GIRL-大原梓」（2019年9月2日 - 4日）[24][25][26]
- 月とオオカミちゃんには騙されない（2020年1月5日-3月29日、AbemaTV ）オオカミちゃん役

### ラジオ
- KBC長浜横丁・居酒屋 清子（KBCラジオ）
- 伊集院光とらじおと（2021年7月よりレポーターに加入、TBSラジオ）

### ミュージックビデオ
- miwa「RUN FUN RUN」（2019年2月1日）
- pugcat's「地球をキック！」（2019年4月23日）
- 虎太朗「夏茜」（2020年10月12日）
- 當山みれい「いやいいや」（2020年11月4日）
- 森山直太朗「愛してるって言ってみな」（2022年2月14日）

### イベント
- takagi presents TGC KITAKYUSHU 2019 by TOKYO GIRLS COLLECTION（2019年10月）

## 作品

### 写真集
- MAMORデジタル写真集「大原梓」In Yokosuka（2022年1月7日、扶桑社）[27]